# Волейбол на летних юношеских Олимпийских играх 2010 — девушки
Соревнования по волейболу среди девушек на I летних юношеских Олимпийских играх проходили с 21 по 26 августа 2010 года с участием шести команд.

## Квалификация
В соревнованиях приняли участие 6 команд: 
- Сингапур — как принимающая страна,
- Бельгия,  Перу — победители континентальных чемпионатов среди девушек,
- Япония,  США и  Египет — победители континентальных квалификационных турниров.

## Соревнование

### Группа A
|             | Очки | Матчи | Матчи | Матчи | Мячи | Мячи | Мячи  | Сеты | Сеты | Сеты  |
| И           | Очки | В     | П     | В     | П    | В:П  | В     | П    | В:П  |       |
| ----------- | ---- | ----- | ----- | ----- | ---- | ---- | ----- | ---- | ---- | ----- |
| 1. Перу     | 4    | 2     | 2     | 0     | 150  | 95   | 1,579 | 6    | 0    | max   |
| 2. Япония   | 3    | 2     | 1     | 1     | 134  | 109  | 1,229 | 3    | 3    | 1,000 |
| 3. Сингапур | 2    | 2     | 0     | 2     | 70   | 150  | 0,467 | 0    | 6    | 0,000 |

| Дата  | Матч              | Счёт | Сеты  | Сеты  | Сеты  | Сеты | Сеты | Отчёт |
| Дата  | Матч              | Счёт | 1     | 2     | 3     | 4    | 5    | Отчёт |
| ----- | ----------------- | ---- | ----- | ----- | ----- | ---- | ---- | ----- |
| 21.08 | Сингапур — Перу   | 0:3  | 11:25 | 13:25 | 12:25 |      |      | P2    |
| 22.08 | Сингапур — Япония | 0:3  | 9:25  | 16:25 | 9:25  |      |      | P2    |
| 23.08 | Перу — Япония     | 3:0  | 25:22 | 25:19 | 25:18 |      |      | P2    |

### Группа B
|            | Очки | Матчи | Матчи | Матчи | Мячи | Мячи | Мячи  | Сеты | Сеты | Сеты  |
| И          | Очки | В     | П     | В     | П    | В:П  | В     | П    | В:П  |       |
| ---------- | ---- | ----- | ----- | ----- | ---- | ---- | ----- | ---- | ---- | ----- |
| 1. США     | 4    | 2     | 2     | 0     | 173  | 163  | 1,061 | 6    | 2    | 3,000 |
| 2. Бельгия | 3    | 2     | 1     | 1     | 178  | 131  | 1,359 | 5    | 3    | 1,667 |
| 3. Египет  | 2    | 2     | 0     | 2     | 93   | 150  | 0,620 | 0    | 6    | 0,000 |

| Дата  | Матч             | Счёт | Сеты  | Сеты  | Сеты  | Сеты  | Сеты  | Отчёт |
| Дата  | Матч             | Счёт | 1     | 2     | 3     | 4     | 5     | Отчёт |
| ----- | ---------------- | ---- | ----- | ----- | ----- | ----- | ----- | ----- |
| 21.08 | Бельгия — Египет | 3:0  | 25:11 | 25:12 | 25:10 |       |       | P2    |
| 22.08 | Бельгия — США    | 2:3  | 22:25 | 25:15 | 20:25 | 25:18 | 11:15 | P2    |
| 23.08 | Египет — США     | 0:3  | 18:25 | 19:25 | 23:25 |       |       | P2    |

### Полуфиналы
| Дата  | Матч           | Счёт | Сеты  | Сеты  | Сеты  | Сеты  | Сеты | Отчёт |
| Дата  | Матч           | Счёт | 1     | 2     | 3     | 4     | 5    | Отчёт |
| ----- | -------------- | ---- | ----- | ----- | ----- | ----- | ---- | ----- |
| 24.08 | Перу — Бельгия | 1:3  | 19:25 | 25:19 | 21:25 | 22:25 |      | P2    |
| 24.08 | США — Япония   | 3:0  | 25:20 | 25:23 | 25:22 |       |      | P2    |

### Матч за 5-е место
| Дата  | Матч              | Счёт | Сеты  | Сеты  | Сеты  | Сеты  | Сеты | Отчёт |
| Дата  | Матч              | Счёт | 1     | 2     | 3     | 4     | 5    | Отчёт |
| ----- | ----------------- | ---- | ----- | ----- | ----- | ----- | ---- | ----- |
| 25.08 | Сингапур — Египет | 1:3  | 25:20 | 18:25 | 19:25 | 19:25 |      | P2    |

### Матч за 3-е место
| Дата  | Матч          | Счёт | Сеты  | Сеты  | Сеты  | Сеты  | Сеты | Отчёт |
| Дата  | Матч          | Счёт | 1     | 2     | 3     | 4     | 5    | Отчёт |
| ----- | ------------- | ---- | ----- | ----- | ----- | ----- | ---- | ----- |
| 25.08 | Перу — Япония | 3:1  | 22:25 | 30:28 | 25:11 | 25:17 |      | P2    |

### Финал
| Дата  | Матч          | Счёт | Сеты  | Сеты  | Сеты  | Сеты  | Сеты | Отчёт |
| Дата  | Матч          | Счёт | 1     | 2     | 3     | 4     | 5    | Отчёт |
| ----- | ------------- | ---- | ----- | ----- | ----- | ----- | ---- | ----- |
| 26.08 | Бельгия — США | 3:1  | 17:25 | 25:20 | 25:18 | 25:12 |      | P2    |

## Призёры
| Золото | Серебро | Бронза |
| Бельгия Дельфьен Бругман Илка ван де Вивер Каролин Влёгелс Лор ван ден Вондер Лорин Клинкенберг Тара Лоуэрс Софи ван Ниммен Лотте Пендерс Элен Руйшаерт Лаура Хейрман Валери Эль Хаусин Мира Ювет Тренер — Юльен ван де Вивер | США Кристал Графф Саманта Каш Мэдисон Кэмп Элизабет Макмэон Катерин Митчелл Тиффани Моралес Оливия Окоро Тейлор Симпсон Лорен Текнипп Натали Хаес Мича Ханкок Кристина Хиггинс Тренер — Родни Вилде | Перу Мария Акоста Вивьян Баелла Кари Васкес Диана Гонсалес Клариветт Илескас Рафаэлла Камет Александра Муньос Катерин Олемар Лиссет Сеса Бренда Урибе Сандра Чумасеро Гресия Эррада Тренер — Наталия Малага |